# Francesco da Volterra
Pour les articles homonymes, voir Francesco da Volterra (homonymie).
Francesco da Volterra ou Francesco di Neri da Volterra est un peintre italien qui fut actif entre 1338 et 1376, à Pise, où se trouvent ses travaux au Camposanto monumentale, dans les scènes de la Vie de Job sur le mur sud.
Francesco da Volterra est supposé être identifié avec  Francesco di Maestro Giotto, un peintre de Florence dont le nom apparaît dans les livres de la corporation en 1341.

## Biographie
On connaît peu de choses sur cet artiste dont les années de naissance et de mort ne sont pas documentées. Néanmoins le fait qu'il soit originaire de Volterra où son activité est attestée à partir de 1338 n'est pas contesté.
En effet au mois d'avril 1338 est enregistré le paiement en sa faveur de la part du camerlingue de la Commune de Volterra, pour une peinture représentant une Vierge à l'Enfant située  « in camera palatii comuni, in qua morantur XII defensores » ; au mois de janvier 1339 lui est versée une somme pour « in servitium comunis Vulterranum actavit buxolas comunis ».
Dans un document du 19 août 1343, attestation d'un paiement pour solde on lit « quod fecit certos lileos pro pennonibus tubatorum ».
À partir de 1343 sa présence est attestée à Pise tout en gardant des contacts à Volterra.
Devenu citoyen pisan, en juillet et août 1358, Francesco fait partie du Consiglio maggiore del Popolo, en même temps que son collègue  peintre Giovanni di Nicola.
À l'occasion du conflit entre Pise et Volterra, un document d'août 1363 atteste son rôle de médiateur.
À la suite de la mort du capitaine général de guerre de la Commune de Pise, Ghisello degli Ubaldini da Carda, Francesco est chargé de décorer le cercueil et de peindre les blasons de la ville et de la maison du défunt sur les étendards, couvertures de chevaux et armures servant d'apparat lors du cortège funèbre jusqu'à l'église Sainte-Catherine.
En juillet 1365 Francesco est payé pour l'exécution d'un retable destiné à l'autel San Paolo de l'église Sainte-Catherine.
D'autres documents attestent de son activité à Pise entre 1367 et 1368, où depuis 1365 il résidait in « cappella » San Nicola.
En 1368 les peintres Giacomo di Michele dit « il Gera », Giambello di Barone et Neruccio di Federigo, sont chargés par le tribunal ecclésiastique d'évaluer la compensation pécuniaire revenant à Francesco di Volterra pour certaines fresques et une peinture sur bois réalisées pour le prieuré San Pietro in Vinculis.
À partir du mois d'avril 1370 jusqu'au mois d'août 1371 Francesco dirige une équipe composée des peintres Neruccio di Federigo, Cecco di Pietro, Jacopo di Francesco et l'apprenti Berto d'Argomento da Volterra, afin de réparer et compléter les Histoires de Job peintes à fresque sur la paroi sud du Camposanto de Pisa, pour une grande partie attribuées à Taddeo Gaddi.
Un document daté du 28 janvier 1386 trouvé dans le château de Montignoso citant une dénommée Nicolosa, fille  « quondam Francisci Nerii Iuntarini pictoris de Vulterris », laisse penser qu'à cette date Francesco de Volterra est mort, mais des documents trouvés récemment confirmeraient que l'artiste était résident à la  cappella San Nicola au moins jusqu'en 1403.

## Œuvres
- Éléments de polyptyques démembrés et dispersés : Saint Paul, Vierge à l'Enfant entourée de quatre saints, Saint Évêque[9].

- Vierge à l'Enfant trônant parmi les Anges avec trois commanditaires, Galleria Estense, Modène
- Pietà, compartiment central de polyptyque, Pinacothèque, Volterra,
- Vierge à l'Enfant trônant, église Santi Benedetto et Lucia a San Benedetto,
- Vierge à l'Enfant, morceaux de fresque, église Madonna dei Galletti, Pise,
- Saint Benoît et Saint Romuald, retables, Museo Nazionale di San Matteo (Pise) (provenant de l'abbaye San Zeno),
- Vierge à l'Enfant, collection privée, Florence,
- Saints et Anges, deux cuspides de polyptyque, Museum of fine arts, Boston,
- Histoires de Job, Camposanto, Pise,
- Saint Paul, pinacle, tempera et or sur bois, 38,5 × 23,6 cm
- Saint André, pinacle, tempera et or sur bois, 38 × 23,6 cm

## Sources
- (en) Cet article est partiellement ou en totalité issu de l’article de Wikipédia en anglais intitulé « Francesco da Volterra » (voir la liste des auteurs).
- Voir liens externes